# سیاوش شفیع‌زاده
سیاوش شفیع‌زاده (زادهٔ ۱۰ فروردین ۱۳۲۳) کشتی‌گیر اهل ایران است. او در مسابقات کشتی فرنگی مردان در بازی‌های المپیک تابستانی ۱۹۶۴ توکیو شرکت کرد.